# Anticlea (bướm đêm)
Anticlea là một chi bướm đêm thuộc họ Geometridae.

## Các loài
- Anticlea badiata – Shoulder Stripe (Denis & Schiffermüller, 1775)
- Anticlea cabrerai
- Anticlea correlata Warren, 1901
- Anticlea derivata – The Streamer (Denis & Schiffermüller, 1775)
- Anticlea multiferata – Many-Lined Carpet (Walker, 1863)
- Anticlea pectinata (Rindge, 1967)
- Anticlea switzeraria (W. S. Wright, 1916)
- Anticlea vasiliata – Variable Carpet Guenée, 1857